# Maia Mitchell
Maia McCall Mitchell (Lismore, Nueva Gales del Sur; 18 de agosto de 1993) es una actriz y cantante australiana. Es conocida por su papel como McKenzie en la película juvenil Teen Beach Movie y su secuela Teen Beach 2. También interpretó a Brittany Flune en la serie de televisión ¿Por qué a mí? para Nine Network, y como Natasha Hamilton en el drama adolescente de Seven Network Trapped. Para el público estadounidense, actualmente es protagonista en el drama de Freeform, Good Trouble.

## Biografía

### Primeros años
Su padre, Alex, es un taxista, mientras que su madre, Jill, trabaja en el sistema educativo. Maia tiene un hermano menor, Charlie. Maia Mitchell toca la guitarra, que lo ha demostrado en su trabajo en cine y televisión. Aprendió a tocar a una edad temprana. Asistió a Trinity Catholic College, Lismore.

### Carrera
Maia primero comenzó a actuar mediante actuaciones de obras de la escuela y también en producciones de teatro locales. Fue descubierta por las agencias de talento y tuvo su gran oportunidad a los 12 años cuando fue elegida como Brittany Flune en la serie de televisión infantil australiana ¿Por qué a mí?. ¿Por qué a mí? terminó después de dos temporadas y un total de 26 episodios, que se extendió desde el 30 de junio de 2006 hasta el 11 de abril de 2007. Debido a su éxito en ¿Por qué a mí?, también participó en la serie de televisión australiana Trapped y su secuela Castaway como Natasha Hamilton. También estuvo en la serie de televisión K-9, un spin-off de la popular serie de televisión británica Doctor Who que se centra en el perro robot K-9.
Su actuación también fue descubierta por Disney Channel y su primer papel de televisión en los EE. UU. fue en la serie de TV Jessie. Luego, hizo su debut en la película, por su papel como el personaje principal McKenzie en la película de Disney Channel Teen Beach Movie. Actualmente protagoniza la serie dramática de ABC Family, The Fosters, como Callie Jacob Foster.

## Filmografía
| Año     | Título                          | Papel               | Notas                                                                            |
| ------- | ------------------------------- | ------------------- | -------------------------------------------------------------------------------- |
| 2006–07 | ¿Por qué a mí?                  | Brittany Flune      | Elenco principal (25 episodios)                                                  |
| 2008–09 | Trapped                         | Natasha Hamilton    | Elenco principal (26 episodios)                                                  |
| 2009    | K-9                             | Taphony             | Episodio: «Taphony and the Time Loop»                                            |
| 2011    | Castaway                        | Natasha Hamilton    | Elenco principal (15 episodios)                                                  |
| 2013–14 | Jessie                          | Shaylee Michaels    | Episodios: «Jessie's Big Break» y «Jessie's Aloha-holidays with Parker and Joey» |
| 2013–18 | The Fosters                     | Callie Adams Foster | Elenco principal                                                                 |
| 2013    | Teen Beach Movie                | McKenzie            | Película para televisión                                                         |
| 2013    | The Philosophers                | Beatrice            |                                                                                  |
| 2013    | Phineas y Ferb                  | Ella misma          | Episodio: «Cliptástico 3»                                                        |
| 2014    | Jake and the Never Land Pirates | Wendy Darling       | Voz; episodio: "Battle for the Book"                                             |
| 2015    | Teen Beach 2                    | McKenzie            | Telefilme                                                                        |
| 2016-19 | The Lion Guard                  | Jasiri              | Serie para televisión                                                            |
| 2019    | Nuestro último verano           | Phoebe              |                                                                                  |
| 2019–22 | Good Trouble                    | Callie Adams Foster | Protagonista (temporada 1-4)                                                     |
| 2023    | Sitting in Bars with Cake       | Liz                 |                                                                                  |
| 2023    | The Artful Dodger               | Lady Belle Fox      | Elenco principal (8 episodios)                                                   |
| 2025    | Until Dawn                      | Melanie             | Película basada en el videojuego del mismo título                                |

## Premios y nominaciones
| Año  | Premio             | Categoría                                  | Trabajo      | Resultado | Ref.   |
| ---- | ------------------ | ------------------------------------------ | ------------ | --------- | ------ |
| 2013 | Teen Choice Awards | Estrella de Televisión Femenina del Verano | The Fosters  | Nominada  | [ 11 ] |
| 2014 | Teen Choice Awards | Actriz del Drama                           | The Fosters  | Nominada  | [ 12 ] |
| 2015 | Teen Choice Awards | Choice TV Actress: Drama                   | The Fosters  | Nominada  | [ 13 ] |
| 2015 | Teen Choice Awards | Choice Summer TV Star: Female              | Teen Beach 2 | Nominada  | [ 13 ] |
| 2017 | Teen Choice Awards | Choice Summer TV Actress                   | The Fosters  | Nominada  |        |

## Discografía

### Álbumes

#### Bandas sonoras
| Teen Beach Movie                                                                     | - Lanzamiento: 16 de julio de 2013 - Formatos: CD, descarga digital - Discográfica: Walt Disney | 3  | 1 | 176 | 14 | 76  | 56 | 30 | 15 | 36 |
| Teen Beach 2                                                                         | - Released: 23 de junio de 2015 - Formats: CD, descarga digital - Label: Walt Disney            | 10 | 1 | —   | —  | 129 | —  | —  | 67 | —  |
| "—" denota los lanzamientos que no trazaron o no fueron liberados en ese territorio. |                                                                                                 |    |   |     |    |     |    |    |    |    |

### Otras canciones listadas
| «Like Me» (con Ross Lynch, Grace Phipps & Spencer Lee)                               | 2013 | 101 | — | 177 | Teen Beach Movie |
| «Can't Stop Singing» (con Ross Lynch)                                                | 2013 | —   | — | 200 | Teen Beach Movie |
| «—» denota los lanzamientos que no trazaron o no fueron liberados en ese territorio. |      |     |   |     |                  |